# Вреция
Врѐция (на гръцки: Βρέτσια) е изоставено село в Кипър, окръг Пафос. Според статистическата служба на Република Кипър през 2001 г. селото няма жители.
Намира се на 4 km източно от Килиния. След събитията от 1974 г., кипърските турци са принудени да емигрират в Северен Кипър и селото е изоставено.